# Peter Kulitz

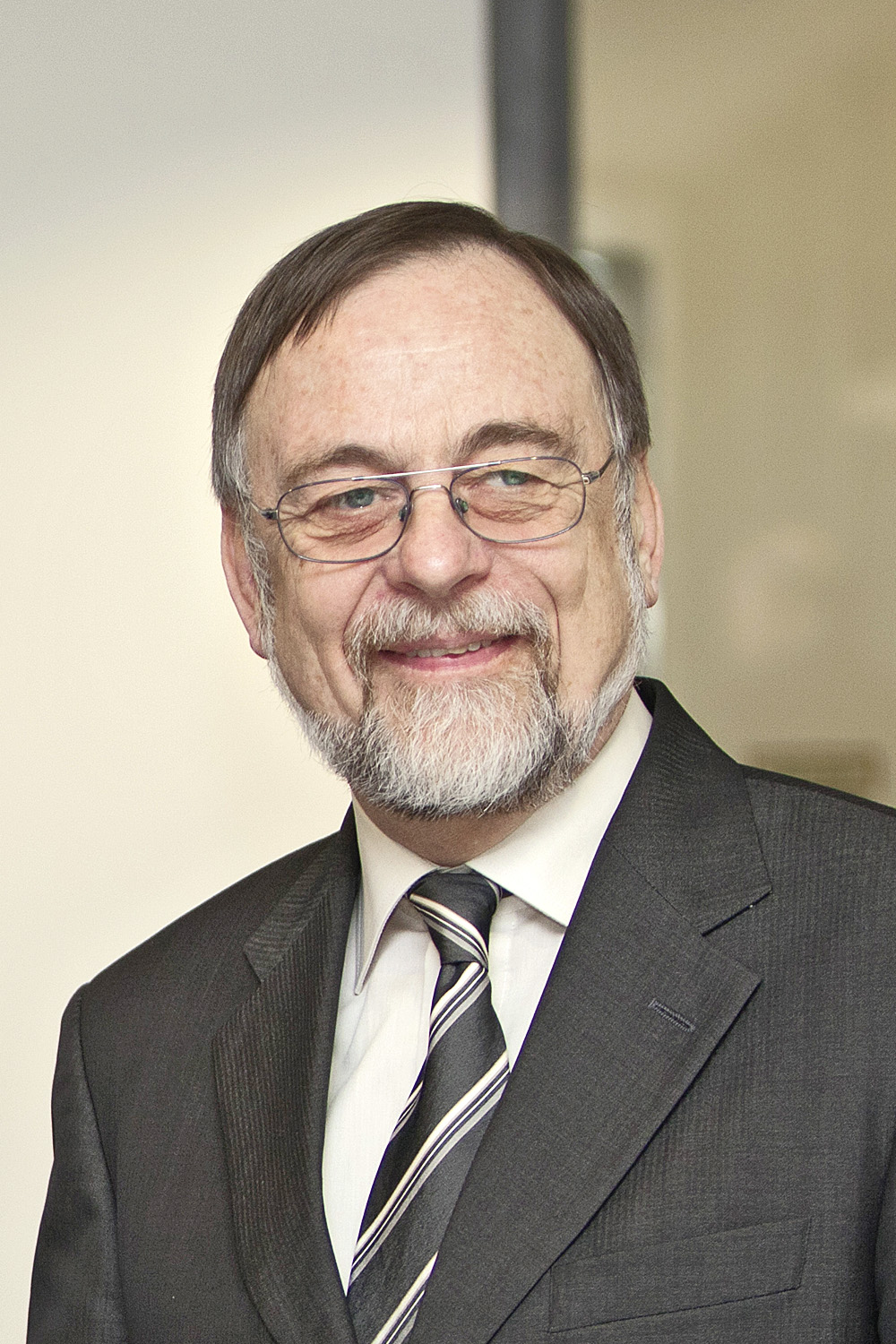
Peter Kulitz

Peter Kulitz (* 11. April 1952 in Mindelheim/Schwaben) ist ein deutscher Wirtschaftsjurist, Unternehmer und Verbandsfunktionär. Er war von November 2010 bis November 2016 Präsident des Baden-Württembergischen Industrie- und Handelskammertags.

## Ausbildung
Nach seinem Abitur an der Freien Waldorfschule in Ulm studierte Kulitz Rechts- und Wirtschaftswissenschaften an der Eberhard Karls Universität Tübingen und der Ludwig-Maximilians-Universität München (1971–1976) sowie an der Georgetown University (Washington D.C., 1980). 1983 wurde er mit der Dissertation „Unternehmerspenden an politische Parteien“ am Lehrstuhl für Deutsches und europäisches Gesellschafts-, Kapitalmarkt-, Handels-, Bank- und Wirtschaftsrecht der Universität Tübingen zum Dr. jur. promoviert.
Kulitz’ Promotionsschrift erschien 1983 im Verlag Duncker & Humblot, Berlin, zur Zeit der Parteispendenaffäre, in die Politiker wie Otto Graf Lambsdorff, Hans Friedrichs und Walter Leisler Kiep verstrickt waren. Aufgrund der gesellschaftsrechtlichen Relevanz wurde die Arbeit medial aufgegriffen, beispielsweise in den ZEIT-Artikeln „Alle sittlichen Wertvorstellungen einsetzen…“/„Mit anderer Leute Geld“, und war Teil der Grundlagen zur Diskussion um ein Parteienfinanzierungsgesetz (siehe beispielsweise Die Öffentliche Verwaltung).

## Berufliche Stationen
Seine Referendarzeit absolvierte Kulitz am Landgericht Ulm. Nach seiner Zulassung als Rechtsanwalt 1980 trat er in eine Ulmer Kanzlei ein, die er in der Folge weiterführte. 2016 erfolgte der Zusammenschluss mit der Kanzlei des Rechtsanwalts Thomas Oelmayer.
Parallel zu seinem Wirken als Rechtsanwalt trat Kulitz 1986 ins elterliche Familienunternehmen ein und wurde dort 1997 geschäftsführender Gesellschafter.

## Verbandstätigkeit
1979 trat er den Wirtschaftsjunioren Ulm bei, deren Vorsitzender er von 1986 bis 1989 war. 2001 wurde er Vollversammlungsmitglied der IHK Ulm, 2002 folgte die Wahl ins Präsidium und war von 2003 bis 2018 IHK-Präsident. In dieser Funktion wirkte er an der Gründung der Internationalen Schule Ulm/Neu-Ulm (ISU) mit (2005) und war Initiator bei der Gründung des Friedrichhafener Instituts für Familienunternehmen (FIF), die im Rahmen der IHK-Förderung der Zeppelin Universität in Friedrichshafen erfolgte. Seit 2018 ist Kulitz Ehrenpräsident der IHK Ulm.
2006 wurde Kulitz er in den Vorstand des Baden-Württembergischen Industrie- und Handelskammertags (BWIHK) gewählt; von 2010 bis 2016 war er BWIHK-Präsident. 2011 wurde er als Mitglied in den Vorstand des Deutschen Industrie- und Handelskammertags (DIHK) berufen (bis 2018).
Kulitz steht kontrovers im politischen Diskurs. Beispielsweise forderte er die Aussetzung des Mindestlohns für Flüchtlinge und positionierte sich eindeutig pro „S 21“ und Schnellbahnstrecke Stuttgart-Ulm durch eine Plakataktion am IHK-Gebäude. Im Vorfeld der Volksabstimmung zu S 21 provozierte er so den Zorn der Projektgegner, die gerichtliche Schritte unternahmen. In der Folge wurden Kulitz persönlich wie auch die IHK Ulm vor dem Verwaltungsgericht Sigmaringen auf Unterlassung verklagt. Das erstinstanzliche Urteil, wonach einem allgemeinpolitischen Mandat von IHK-Funktionsträgern Grenzen gesetzt seien, hatte in der folgenden Rechtsmittelinstanz vor dem Verwaltungsgerichtshof (VGH) Mannheim keinen Bestand, weil die Prozessparteien im Rahmen eines außergerichtlichen Vergleichs die Hauptsache für erledigt erklärten.
Auch seine Teilnahme an Delegationen sorgt für mediale Resonanz, beispielsweise mit Winfried Kretschmann, Bundeswirtschaftsminister Sigmar Gabriel und Bundespräsident Joachim Gauck.

## Öffentliche Ämter
Gemeinnützige Tätigkeiten
- 1993–2005 Vorstand im Verein Freie Waldorfschule Ulm
- 1995 Gründungsmitglied der Schüleraustauschorganisation „en famille Deutschland e.V.“ in Ulm (Herbst 2010 umbenannt in Allef Deutschland e.V.). Die Organisation veranstaltet Jahresaustausche von Schülern im Alter von 8 bis 12 Jahren zwischen Deutschland, Frankreich und England. Er war stellvertretender Vorsitzender von Gründung bis zum Jahr 2007.
- 2005 Initiator und Gründungsmitglied der ‚Internationalen Schule Ulm/Neu-Ulm‘(ISU); Vorsitzender des Trägervereins ISU eGmbH.
- Seit 2009 Beiratsmitglied des ‚Friedrichhafener Instituts für Familienunternehmen‘ (FIF).
- 2013–2020 Mitgliedschaft im SWR-Rundfunkrat,[42] im Mittelstandsbeirat der Landesregierung (2004),[43] Stiftungsrat der Stiftung Oberschwaben (2008)[44] sowie im TTIP-Beirat der Landesregierung (September 2015).[45]
- Seit 2017 Vorsitzender des DIHK Außenwirtschaftsausschusses.[46]
- 2019–2023 Mitglied des Deutsch-Chinesischen Dialogforums (Auswärtiges Amt Deutschlands – Federal Foreign Office Germany)

Aufsichtsrats- und Beiratsmandate
- Seit 1999 Vorsitzender des Aufsichtsrats der Scherr & Klimke AG, Ulm.
- Seit 2021 Stv. Aufsichtsratsvorsitzender der Firma Helmut Fischer Deutschland, Sindelfingen und Mitglied im Stiftungsrat der Helmut Fischer Stiftung.
- Seit 2019 Mitglied des Aufsichtsrates der neoshare AG, München.
- Seit 2020 Gesellschafter und Vorsitzender des Beirates der NonWoven365 – Phoenix Non Woven GmbH & Co. KG, Lenningen BW.
- Seit 1999 Vorsitzender des Beirats der Spohn + Burkhard GmbH & Co. KG, Elektrotechnische Fabrik, Blaubeuren.
- Volksbank Ulm-Biberach eG, Ulm – Mitglied des Aufsichtsrates (Mai 2000-Juni 2024) sowie Vorsitzender des Aufsichtsrates (Mai 2003-Juni 2024) und Vorsitzender des Stiftungsrates der Volksbankstiftung (seit 2009)[47]
- Seit 2012 Mitglied im Beirat der Landesbank Baden-Württemberg (LBBW) und der BW Bank, Stuttgart.[48]
- 2013–2018 Mitglied im Verwaltungsrat der Landeskreditbank (L-Bank), Stuttgart.[49]
- Seit 2013 Stv. Vorsitzender des Aufsichtsrates der Zimmer MedizinSysteme GmbH, Neu-Ulm.
- Seit 2013 Mitglied im Beirat der Hans Lingl Anlagenbau und Verfahrenstechnik GmbH & Co. KG, Krumbach.
- Ab 2017 Vorsitzender des Programmausschusses Information des SWR[50]

## Ehrungen
- Am 29. September 2015 wurde Kulitz von Bundespräsident Joachim Gauck das Bundesverdienstkreuz am Bande verliehen.[51][52][53][54]
- Am 3. Juli 2024 erhielt er die Wirtschaftsmedaille des Landes Baden-Württemberg.[55]
- Am 13. Mai 2024 bekam der die Ehrennadel in Gold des Baden-Württembergischen Genossenschaftsverbandes e.V. verliehen.[56]

## Privates
Peter Kulitz ist verheiratet und hat fünf erwachsene Kinder. Sein ältester Sohn ist der ehemalige FDP Bundestagsabgeordnete Alexander Kulitz.